# Henri de Lambert
Pour les articles homonymes, voir Henri Lambert et Lambert.
Henri de Lambert, marquis de Saint-Bris, baron de Chitry et Angy, est un militaire français, né le 3 novembre 1631, mort en juillet 1686.

## Biographie
Il fut successivement capitaine au Régiment royal, maître de camp d'un régiment de cavalerie, brigadier en 1674, maréchal de camp le 25 février 1677, commandant de Fribourg-en-Brisgau en novembre 1677, lieutenant général des armées du Roi en juillet 1682, et gouverneur et lieutenant général de la ville et duché de Luxembourg en juin 1684.
Le 22 février 1666, il épousa Anne-Thérèse de Marguenat de Courcelles (1647-1733), qui devait s'illustrer dans les lettres sous le nom de marquise de Lambert. Leur mariage fut très heureux et ils eurent deux enfants, outre deux filles mortes en bas âge :
- Henri François de Lambert (°1677, †21 avril 1754), marquis de Saint-Bris, gouverneur d'Auxerre, mestre de camp du régiment de Périgord ;
- Marie-Thérèse de Lambert (†1731), qui épousa (1703) Louis de Beaupoil, comte de Saint-Aulaire.